# Hubert Clément (homme politique)
Pour les articles homonymes, voir Clément (patronyme).
Hubert Clément, né le 12 septembre 1889 à Paris et mort le 29 septembre 1953 à Esch-sur-Alzette (Luxembourg), est un journaliste et homme politique luxembourgeois, membre du Parti ouvrier (AP).

## Biographie

### Carrière professionnelle
Hubert Clément a été le directeur du journal germanophone Tageblatt ainsi que professeur des écoles.

### Carrière politique
Hubert Clément est bourgmestre d'Esch-sur-Alzette de 1935 à 1940 puis de 1944 à 1945. Il siège à la Chambre des députés de 1946 à 1951 pour la circonscription Sud. Il est nommé conseiller d’État le 2 mai 1952, fonction venue à terme lors de son décès le 29 septembre 1953.

### Famille
Hubert Clément est le cousin du journaliste et résistant Frantz Clément (lb). Il a également un lien de parenté avec le fondateur du Parti pirate (PPL) Sven Clement.

## Hommage
Son nom a été donné au Lycée Hubert-Clément (en) d'Esch-sur-Alzette, dont la construction a été décidée sous son mandat.

## Décorations
- Officier de l'ordre de la Couronne de chêne[4] (Luxembourg, promotion 1950)